# Yamaha FZ1
A Yamaha FZ1 egy utcai motorkerékpár, amit a Yamaha gyárt. Ehhez hasonló motor a Yamaha FZ6, de a 600cc is.

## 2001–2005

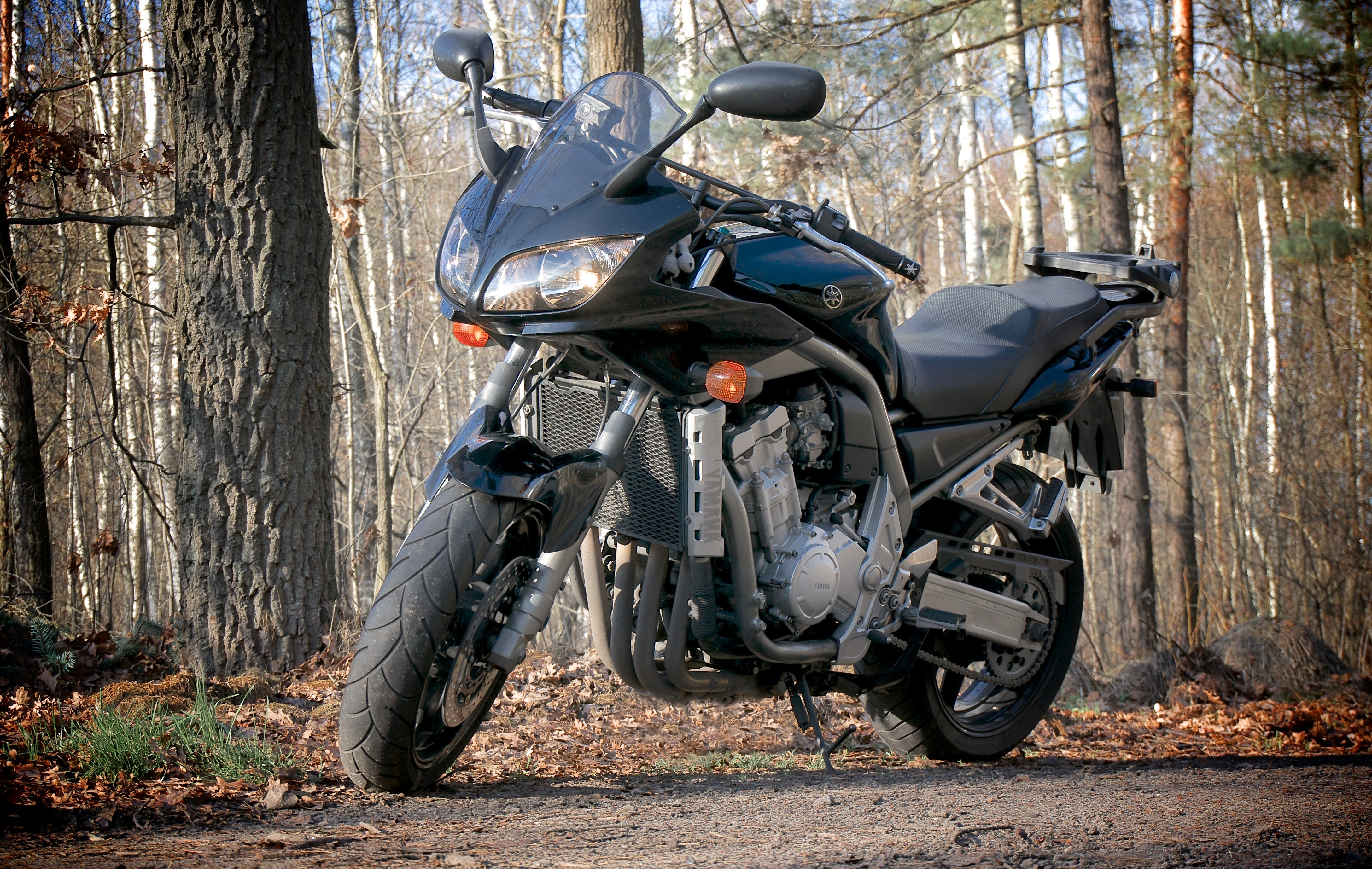
Yamaha FZS 1000S Fazer

2001-ben kezdték el gyártani a Yamaha FZ1-et, amit 2001–2005-ig FZS1000S-ként ismertek Európában.

## 2006-tól
2006-ban egy teljesen új modell bemutatására került sor ugyanezen a néven.
Főbb változtatások az előző konstrukcióhoz képest:
- új alváz
- új felfüggesztés
- teljesen új motor

Eleinte sokat küzdöttek üzemanyag-befecskendezési problémákkal amiknek a nagy részét 2007-re sikerült kiküszöbölni.

## Műszaki adatok
|                     | 2004 | 2005 | 2006                                                                                            | 2007                                                                                            | 2008                                                                                            |  |
| Motor               | Motor | Motor | Motor                                                                                           | Motor                                                                                           | Motor                                                                                           |  |
| ------------------- | --- | --- | ----------------------------------------------------------------------------------------------- | ----------------------------------------------------------------------------------------------- | ----------------------------------------------------------------------------------------------- |  |
| Típus               | 998 cc, 4 ütemű, DOHC, soros 4 hengeres, folyadékhűtéses                                                                         | 998 cc, 4 ütemű, DOHC, soros 4 hengeres, folyadékhűtéses                                                                         | 998 cc, 4 ütemű, DOHC, soros 4 hengeres, folyadékhűtéses                                        | 998 cc, 4 ütemű, DOHC, soros 4 hengeres, folyadékhűtéses                                        | 998 cc, 4 ütemű, DOHC, soros 4 hengeres, folyadékhűtéses                                        |  |
| Furat x löket       | 74 x 58 mm | 74 x 58 mm | 77 x 53.6 mm                                                                                    | 77 x 53.6 mm                                                                                    | 77 x 53.6 mm                                                                                    |  |
| Carburetion         | (4) 37mm Mikuni CV | (4) 37mm Mikuni CV | Üzemanyag-befecskendezés                                                                        | Üzemanyag-befecskendezés                                                                        | Üzemanyag-befecskendezés                                                                        |  |
| Kompressziós arány  | 11.40:1 | 11.40:1 | 11.50:1                                                                                         | 11.50:1                                                                                         | 11.50:1                                                                                         |  |
| Differenciálmű      | O-gyűrű lánc | O-gyűrű lánc | O-gyűrű lánc                                                                                    | O-gyűrű lánc                                                                                    | O-gyűrű lánc                                                                                    |  |
| Gyújtás             | Digital TCI | Digital TCI | Digital TCI                                                                                     | Digital TCI                                                                                     | Digital TCI                                                                                     |  |
| Erőátvitel          | 6 sebességes w/sok tányérból álló kuplung                                                                                        | 6 sebességes w/sok tányérból álló kuplung                                                                                        | 6 sebességes w/sok tányérból álló kuplung                                                       | 6 sebességes w/sok tányérból álló kuplung                                                       | 6 sebességes w/sok tányérból álló kuplung                                                       |  |
| Alváz               | | |                                                                                                 |                                                                                                 |                                                                                                 |  |
| Első fék            | Dupla tárcsafék | Dual 298mm-es piston féknyergek                                                                                                  | Dual 320 mm floating discs; forged 4-piston calipers                                            | Dual 320 mm floating discs; forged 4-piston calipers                                            | Dual 320 mm floating discs; forged 4-piston calipers                                            |  |
| Hátsó fék           | Szimpla tárcsafék | 267mm-es szimpla piston féknyergek                                                                                               | 245 mm disc w/ single-piston pin-slide caliper                                                  | 245 mm disc w/ single-piston pin-slide caliper                                                  | 245 mm disc w/ single-piston pin-slide caliper                                                  |  |
| Első felfüggesztés  | Telescopic fork; 5.51 in (140.0 mm) wheel travel                                                                                 | 43 mm telescopic fork w/adjustable preload, compression and rebound damping; 5.6" travel                                         | 43 mm telescopic fork w/adjustable preload, compression damping, rebound damping; 5.1 in travel | 43 mm telescopic fork w/adjustable preload, compression damping, rebound damping; 5.1 in travel | 43 mm telescopic fork w/adjustable preload, compression damping, rebound damping; 5.1 in travel |  |
| Hátsó felfüggesztés | Single shock w/ piggyback reservoir and adjustable preload, adjustable compression, and adjustable rebound damping; 5.31" travel | Single shock w/ piggyback reservoir and adjustable preload, adjustable compression, and adjustable rebound damping; 5.31" travel | Single shock w/adjustable spring preload, rebound damping; 5.1 in travel                        | Single shock w/adjustable spring preload, rebound damping; 5.1 in travel                        | Single shock w/adjustable spring preload, rebound damping; 5.1 in travel                        |  |
| Első gumik          | 120/70-ZR17 | 120/70-ZR17 | 120/70-ZR17                                                                                     | 120/70-ZR17                                                                                     | 120/70-ZR17                                                                                     |  |
| Hátsó gumik         | 180-55-ZR17 | 180-55-ZR17 | 190/50-ZR17                                                                                     | 190/50-ZR17                                                                                     | 190/50-ZR17                                                                                     |  |
| Méretek             | | |                                                                                                 |                                                                                                 |                                                                                                 |  |
| Hosszúság           | 83.7 in (2125 mm) | 83.7 in (2125 mm) | 84.3 in                                                                                         | 84.3 in                                                                                         | 84.3 in                                                                                         |  |
| Szélesség           | 30.1 in (765 mm) | 30.1 in (765 mm) | 30.3 in                                                                                         | 30.3 in                                                                                         | 30.3 in                                                                                         |  |
| Magasság            | 46.9 in (1190 mm) | 46.9 in (1190 mm) | 47.4 in                                                                                         | 47.4 in                                                                                         | 47.4 in                                                                                         |  |
| Seat magasság       | 32.3 in (820 mm) | 32.3 in (820 mm) | 32.1 in                                                                                         | 32.1 in                                                                                         | 32.1 in                                                                                         |  |
| Tengelytávolság     | 57.1 in (1450 mm) | 57.1 in (1450 mm) | 57.5 in                                                                                         | 57.5 in                                                                                         | 57.5 in                                                                                         |  |
| Rake/Caster Angle   | 26.0 ° | 26.0 ° | 25.0 °                                                                                          | 25.0 °                                                                                          | 25.0 °                                                                                          |  |
| Trail               | 4.09 in (104.0 mm) | 4.09 in (104.0 mm) | 4.3 in                                                                                          | 4.3 in                                                                                          | 4.3 in                                                                                          |  |
| Tank                | 5.55 US gal (21.0 L) | 5.6 gal | 4.75 gal                                                                                        | 4.75 gal                                                                                        | 4.75 gal                                                                                        |  |
| Olajkapacitás       | 3.00 L (3.17 US qt) | 3.00 L (3.17 US qt) | 3.8 L                                                                                           | 3.8 L                                                                                           | 3.8 L                                                                                           |  |
| Száraz tömeg        | 509 lb (wet) | 459 lb | 438 lb                                                                                          | 438 lb                                                                                          | 439 lb                                                                                          |  |
| Egyéb               | | |                                                                                                 |                                                                                                 |                                                                                                 |  |
| Jótállás            | 1 éves (korlátozott gyári jótállás)                                                                                              | 1 éves (korlátozott gyári jótállás)                                                                                              | 1 éves (korlátozott gyári jótállás)                                                             | 1 éves (korlátozott gyári jótállás)                                                             | 1 éves (korlátozott gyári jótállás)                                                             |  |
| Színek              | Yamaha kék, Ezüst | Yamaha kék, Ezüst | Piros, Ezüst                                                                                    | Kobalt kék                                                                                      | Gránit piros                                                                                    |  |
| MSRP (USD)          | $8,599 | $8,599 | $9,099                                                                                          | $9,199                                                                                          | $9,299                                                                                          |  |

## Külső hivatkozások
- Brit Fazer Klub
- FZ1OA - Yamaha FZ1 tulajdonosok társasága Archiválva 2008. március 21-i dátummal a Wayback Machine-ben
- NYFZ1OA - A New York-i Yamaha FZ1 O tulajdonosok társasága
- https://web.archive.org/web/20170615153923/http://www.devilsyam.com/
- http://www.fazerclub.gr
- http://www.fz1.nl